# ビフォーサービス
ビフォーサービスとは経営学用語の一つ。商品を販売する企業が、まだ自社の商品を購入していない消費者に対して購入を促すという活動。

## 概要
ビフォーサービスは潜在顧客が商品の購入意欲がある場合に、意欲を高めるため商品購入前に様々なサービスを提供することである。無料で行われることが多い。目的は顧客との関係を高め、効率的な販売活動を行うことである。
アフターサービスは購入後に行うという意味でビフォーサービスと対義語であるが、一度販売した顧客に繰り返し販売する場合は、同義にもなる。顧客が商品を購入した際に、販売者が顧客に充実したアフターサービスを提供したならば、顧客は継続して商品を購入しようと思ったり、他の客を紹介することなどから自社の業績向上が期待できるためである。